# Капітанівська селищна рада
Капіта́нівська се́лищна ра́да — адміністративно-територіальна одиниця та орган місцевого самоврядування в Новомиргородському районі Кіровоградської області. Адміністративний центр — селище міського типу Капітанівка.

## Загальні відомості
- Територія ради: 32,075 км²
- Населення ради: 3510 осіб (станом на 2001 рік)

## Населені пункти
Селищній раді підпорядковані населені пункти:
- смт Капітанівка
- с. Прищепівка
- с. Рівне

## Склад ради
Рада складається з 14 депутатів та голови.
- Голова ради: Тітаренко Володимир Олександрович

### Керівний склад попередніх скликань
| Прізвище, ім'я, по батькові       | Основні відомості                                                | Дата обрання | Дата звільнення |
| --------------------------------- | ---------------------------------------------------------------- | ------------ | --------------- |
| Ганоль Володимир Миколайович      | Селищний голова, 1963 року народження, освіта вища, безпартійний | 26.03.2006   | 31.10.2010      |
| Ганоль Володимир Миколайович      | Селищний голова, 1963 року народження, освіта вища, безпартійний | 31.10.2010   | 25.10.2015      |
| Тітаренко Володимир Олександрович | Селищний голова, 1966 року народження, освіта вища, безпартійний | 25.10.2015   |                 |

Примітка: таблиця складена за даними сайту Верховної Ради України та ЦВК

### Депутати VII скликання
За результатами місцевих виборів 2015 року депутатами ради стали:

#### За суб'єктами висування
| Суб'єкт висування | Кількість обраних депутатів | %      |
| ----------------- | --------------------------- | ------ |
| Самовисування     | 14                          | 100.00 |

#### За округами
| № округу | Прізвище, ім'я, по батькові     | Ким висунуто  | Дата нар.  | Освіта              | Партійна приналежність | Відомості                                     |
| -------- | ------------------------------- | ------------- | ---------- | ------------------- | ---------------------- | --------------------------------------------- |
| 1        | Дерев'янко Олександр Вікторович | Самовисування | 22.01.1977 | професійно-технічна | безпартійний           | Приватний підприємець                         |
| 2        | Жукова Наталія Євгеніївна       | Самовисування | 28.08.1975 | вища                | безпартійна            | Сільська рада, спеціаліст по роботі з молоддю |
| 3        | Грібцова Ірина Володимирівна    | Самовисування | 30.10.1969 | вища                | безпартійна            | Сільська рада, землевпорядник                 |
| 4        | Дахно Олександр Вікторович      | Самовисування | 25.05.1962 | професійно-технічна | безпартійний           | Цукровий завод, завідувач бурякопункту        |
| 5        | Апостол Олексій Андрійович      | Самовисування | 13.03.1959 | професійно-технічна | безпартійний           | Цукровий завод, начальник відділу постачання  |
| 6        | Давиденко Анатолій Федорович    | Самовисування | 28.01.1961 | професійно-технічна | безпартійний           | Цукровий завод, замісник майстра              |
| 7        | Негода Наталія Вікторівна       | Самовисування | 17.03.1973 | професійно-технічна | безпартійна            | Цукровий завод, технік технолог               |
| 8        | Тонконоженко Любов Іванівна     | Самовисування | 03.04.1981 | вища                | безпартійна            | Цукровий завод, інженер                       |
| 9        | Сахно Сергій Григорович         | Самовисування | 16.03.1958 | вища                | безпартійний           | Цукровий завод, заступник директора           |
| 10       | Ліпіна Наталія Василівна        | Самовисування | 15.09.1982 | вища                | безпартійна            | ДНЗ, вихователь                               |
| 11       | Бреурош Любов Миколаївна        | Самовисування | 27.11.1973 | вища                | безпартійна            | Приватний підприємець                         |
| 12       | Вовк Тетяна Іванівна            | Самовисування | 16.07.1982 | вища                | безпартійна            | Селищна рада, секретар                        |
| 13       | Клименко Оксана Вікторівна      | Самовисування | 24.07.1988 | загальна середня    | безпартійна            | Декрет                                        |
| 14       | Щербина Людмила Миколаївна      | Самовисування | 16.11.1971 | вища                | безпартійна            | ДНЗ «Веселка», завідувач                      |

### Депутати VI скликання
За результатами місцевих виборів 2010 року депутатами ради стали:

#### За суб'єктами висування
| Суб'єкт висування           | Кількість обраних депутатів | %  |
| --------------------------- | --------------------------- | -- |
| Самовисування               | 19                          | 95 |
| Комуністична партія України | 1                           | 5  |

#### За округами
| № округу                    | Прізвище, ім'я, по батькові   | Дата визнання обраним | Освіта  | Партійна приналежність            | Відомості про обраного депутата                    |
| --------------------------- | ----------------------------- | --------------------- | ------- | --------------------------------- | -------------------------------------------------- |
| Комуністична партія України |                               |                       |         |                                   |                                                    |
| 14                          | Орленко Микола Васильович     | 01.11.2010            | вища    | член Комуністичної партії України | пенсіонер                                          |
| Самовисування               |                               |                       |         |                                   |                                                    |
| 1                           | Лінчевський Сергій Михайлович | 01.11.2010            | середня | позапартійний                     | приватний підприємець                              |
| 2                           | Бреурош Любов Михайлівна      | 01.11.2010            | середня | позапартійна                      | дитячий заклад, вихователь                         |
| 3                           | Гойдош Тетяна Іванівна        | 01.11.2010            | вища    | позапартійна                      | Капітанівська сільська рада, секретар              |
| 4                           | Заєць Віктор Францович        | 01.11.2010            | вища    | член Комуністичної партії України | Капітанівський цукровий завод, інженер             |
| 5                           | Гривцова Ірина Володимирівна  | 01.11.2010            | середня | позапартійна                      | Капітанівська сільська рада, землевпорядник        |
| 6                           | Пашолок Тамара Анатоліївна    | 01.11.2010            | середня | позапартійна                      | Капітанівська сільська рада, рахівник-касир        |
| 7                           | Добролежа Тамара Миколаївна   | 01.11.2010            | середня | позапартійна                      | Капітанівська сільська рада, спеціаліст по молоді  |
| 8                           | Величко Віктор Михайлович     | 01.11.2010            | середня | позапартійний                     | Капітанівське професійно-технічне училище, майстер |
| 9                           | Коровін Василь Володимирович  | 01.11.2010            | вища    | позапартійний                     | Служба безпеки                                     |
| 10                          | Давиденко Анатолій Федорович  | 01.11.2010            | середня | позапартійний                     |                                                    |
| 11                          | Везерян Володимир Агопович    | 01.11.2010            | середня | позапартійний                     | ЦЕХ ПРМ                                            |
| 12                          | Сахно Сергій Григорович       | 01.11.2010            | вища    | позапартійний                     |                                                    |
| 13                          | Вайвала Мар'яна Іллінічна     | 01.11.2010            | середня | позапартійна                      |                                                    |
| 15                          | Пилип Оксана Миколаївна       | 01.11.2010            | вища    | позапартійна                      | Капітанівська сільська рада, бухгалтер             |
| 16                          | Жукова Наталія Євгенівна      | 01.11.2010            | вища    | позапартійна                      | Капітанівська сільська рада, діловод               |
| 17                          | Одорошенко Олексій Петрович   | 01.11.2010            | середня | позапартійний                     | тимчасово не працює                                |
| 18                          | Беших Олена Юріївна           | 01.11.2010            | вища    | позапартійна                      | Капітанівська сільська рада, головний бухгалтер    |
| 19                          | Щербина Людмила Миколаївна    | 01.11.2010            | середня | позапартійна                      | дитячий заклад, директор                           |
| 20                          | Романій Тетяна Василівна      | 01.11.2010            | середня | позапартійна                      |                                                    |